# Süßmilch (Familie)
Die Familie Süßmilch stammt aus dem Grenzgebiet zwischen Böhmen und der Oberlausitz, wo sie das Erbrichteramt auf der Grenzfeste Tollenstein bei Rumburk innehatte und im Zuge der Böhmischen Reformation zum Protestantismus übertrat. Sie brachte neben Juristen auch Offiziere, Unternehmer und Wissenschaftler hervor.

## Geschichte
Von 1600 bis 1634 übte das Amt ein Christoph Süßmilch aus, Nachfolger wurde dessen zweitgeborener Sohn Elias, der seine zweite Ehe mit einer Katholikin einging und aus diesem Anlass wieder zum Katholizismus übertrat. Dessen aus erster Ehe stammender Sohn Elias hatte in seiner Jugend Frankreich, England, Holland und Deutschland bereist und an mehreren Universitäten Jura studiert, überwarf sich jedoch mit dem Vater und der Familie der Stiefmutter, weil er seinerseits den Glaubensübertritt verweigerte. 
Er ging mittellos ins Ausland, trat in die Dienste des Kurfürsten Friedrich Wilhelm von Brandenburg (Der Große Kurfürst) und kämpfte in der Schlacht bei Fehrbellin (18. Juni 1675) in der kurfürstlichen Garde. Nach der Schlacht quittierte er seinen Dienst im Rang eines Wachtmeisterleutnants. 1674 heiratete Elias Süßmilch die verwitwete Katharina Scherer, geborene Lembke. Durch diese Hochzeit wurde er zum Besitzer des Erbbraukruges in Zehlendorf, der laut Erbregister von 1591 mit einer Braustätte verbunden war und zu dem auch ein Bauerngut gehörte.
Die Söhne von Elias Süßmilch erwarben in Berlin die Bürgerrechte und übten neben anderen Gewerben auch das Braurecht aus, während der Krug verpachtet wurde.  Christoph Süßmilch, ältester Sohn aus erster Ehe, erhielt 1716 nach dem Tod seines Vetters und Lehrers Ulrich Liebpert dessen Privileg der Hofbuchdruckerei, das mit dem Titel des Königlich-Preußischen Hofbuchdruckers und bedeutenden Hof- und Staatsaufträgen verbunden war, ihm 1721 aber wieder aberkannt wurde, weil er bei Hof offenbar in Ungnade gefallen war. Sein aus zweiter Ehe des Vaters stammender Halbbruder Elias Süßmilch betätigte sich in Landwirtschaft, Getreidehandel und Brauereiwesen und heiratete 1706 Maria Blell aus Brandenburg.
Der erstgeborene Sohn aus dieser Verbindung war Johann Peter Süßmilch (1707–1767), Propst an St. Petri in Cölln und  Begründer der modernen Demographie und Statistik. 1751 übernahm Johann Peter den Zehlendorfer Krug, der weiterhin verpachtet blieb. Als 1754 eine tägliche Schnellpost (Journaliere) zwischen Berlin und Potsdam eingerichtet wurde, übernahm Süßmilch auch deren Betrieb und verpachtete ihn an den Pächter seines Kruges weiter. Noch im gleichen Jahr verkaufte er dann das gesamte Kruggut an den Stadtsekretär Johann Christian Schlicht und erwarb stattdessen das Schulzengehöft und die Windmühle in Friedrichshagen.